# Schwerbelastungskörper
Lo Schwerbelastungskörper (in tedesco: "corpo di carico pesante") è un grande cilindro di calcestruzzo situato a Berlino. Unico esempio superstite della pianificazione urbanistica nazista, venne costruito tra il 1941 e il 1942 su volontà di Adolf Hitler dall'architetto Albert Speer in modo da determinare le capacità meccaniche del terreno della capitale tedesca, in vista della pianificata erezione di un monumentale Arco di Trionfo dedicato ai tedeschi caduti nella prima guerra mondiale.

## Descrizione

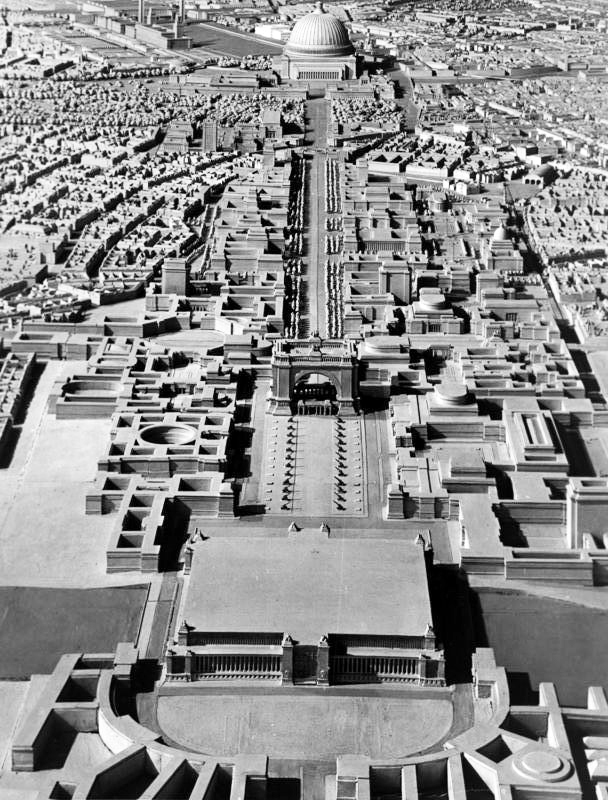
Modello della Welthauptstadt Germania

### Preambolo: i piani per la Grande Berlino
Per affermare la grandezza della sua regia politica e della sua persona, una volta asceso al potere Adolf Hitler si avvalse della collaborazione di numerose figure della cultura, a partire da Leni Riefenstahl per la cinematografia, e da Albert Speer per l'architettura. Speer, formatosi sotto la guida di Heinrich Tessenow, aderì al partito nazionalsocialista nel 1931 e fu nominato ispettore generale di Berlino il 30 gennaio 1937. Sempre in questo anno, Hitler affidò a Speer l'incarico di elaborare un nuovo piano insediativo per la città di Berlino, specchio delle volontà assolutistiche e totalitaristiche del nuovo regime: Welthauptstadt Germania.
Il nuovo piano per Berlino elaborato da Speer gravitava intorno a un monumentale asse stradale, orientato nord-sud (e appunto denominato «Nord-Süd-Achse»), il quale, sventrando il vecchio centro storico di Berlino (accusato di passatismo) avrebbe collegato i due nuovi fulcri della Welthauptstadt: la colossale Große Halle, una sala congressi voltata a cupola rappresentativa del potere del Terzo Reich, e un altrettanto mastodontico Arco di Trionfo, concepito come memoriale dei soldati tedeschi caduti durante la prima guerra mondiale, in ideale antagonismo con l'Arco di Trionfo di Napoleone Bonaparte. Altri episodi architettonici del Nord-Süd-Achse sarebbero stati il Führerpalast, la Nuova Cancelleria del Reich, l'Alto Comando della Wehrmacht, i vari ministeri del Reich e le sedi rappresentative delle maggiori industrie naziste.

### La costruzione dello Schwerbelastungskörper

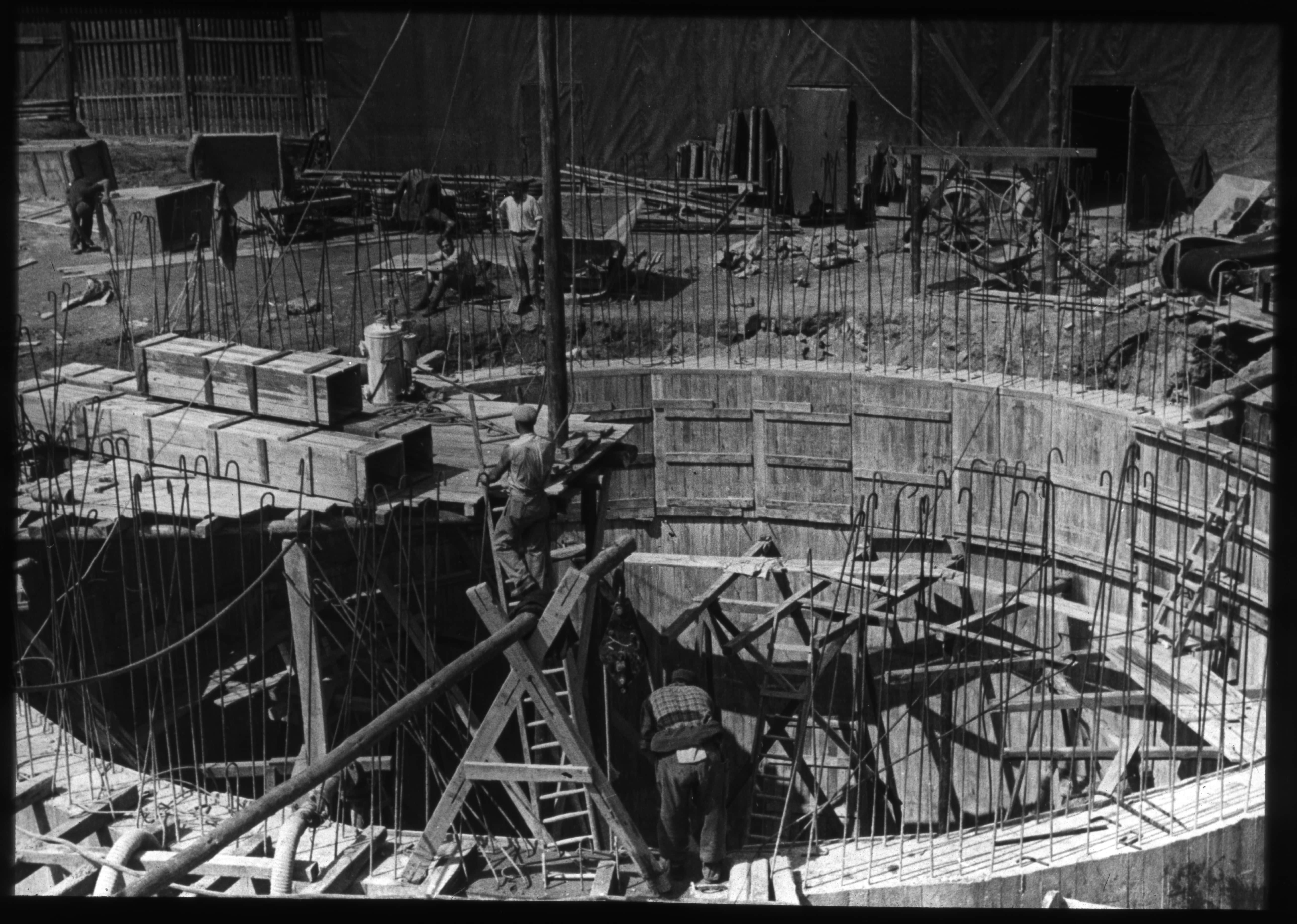
Costruzione dello Schwerbelastungskörper nel 1941

Berlino poggia su un terreno di natura sabbiosa, caratterizzato dalla presenza di banchi argillosi e da un alto livello della falda freatica: generalmente, queste caratteristiche comportano una scarsa affidabilità statica e meccanica, potenzialmente incompatibile con la densità edilizia concepita da Speer. Si rese necessario, pertanto, eseguire delle prove di carico per valutare l'aspetto deformativo del terreno nel sito su cui si sarebbe eretto l'Arco di Trionfo, caratterizzato come già accennato da mastodontiche dimensioni (l'altezza era di 117 metri totali, a fronte dei 50 di quello parigino).
La Deutsche Gesellschaft für Bodenmechanik (Società tedesca per la meccanica del suolo) si fece carico delle indagini geologiche e geotecniche. Fu la società Dyckerhoff & Widmann (Dywidag), invece, ad assumersi nel 1941 l'onere della costruzione della prova di carico, per il corrispettivo di 400.000 marchi (adeguato al potere d'acquisto nella valuta odierna, circa 1,88 milioni di euro), sfruttando la forza lavoro di numerosi prigionieri di guerra francesi.
La struttura è formata da una fondazione di 11 metri di diametro, che parte a livello della strada e arriva fino a circa 18 metri di profondità, sopra la quale è poggiato un cilindro di calcestruzzo alto 14 metri e con un diametro di 21 metri. Per la sua realizzazione sono state utilizzate 12.650 tonnellate di calcestruzzo, equivalenti a quello che avrebbe dovuto essere il peso di uno dei quattro piedi dell'Arco di Trionfo: calcolando una superficie di fondazione di 100 m², ciò corrisponde ad una pressione di 12,65 kg per cm². A questo corpo, ubicato all'incrocio delle attuali Dudenstraße, General-Pape-Straße, e Loewenhardtdamm, nel quartiere di Tempelhof, venne dato il nome di Schwerbelastungskörper (Corpo di carico pesante). Se il blocco fosse sprofondato più di due centimetri, con uno scostamento della freccia teorica da quella effettivamente registrata, sarebbero state necessarie ulteriori opere di stabilizzazione e di consolidamento del terreno prima di iniziare la costruzione dell'Arco.

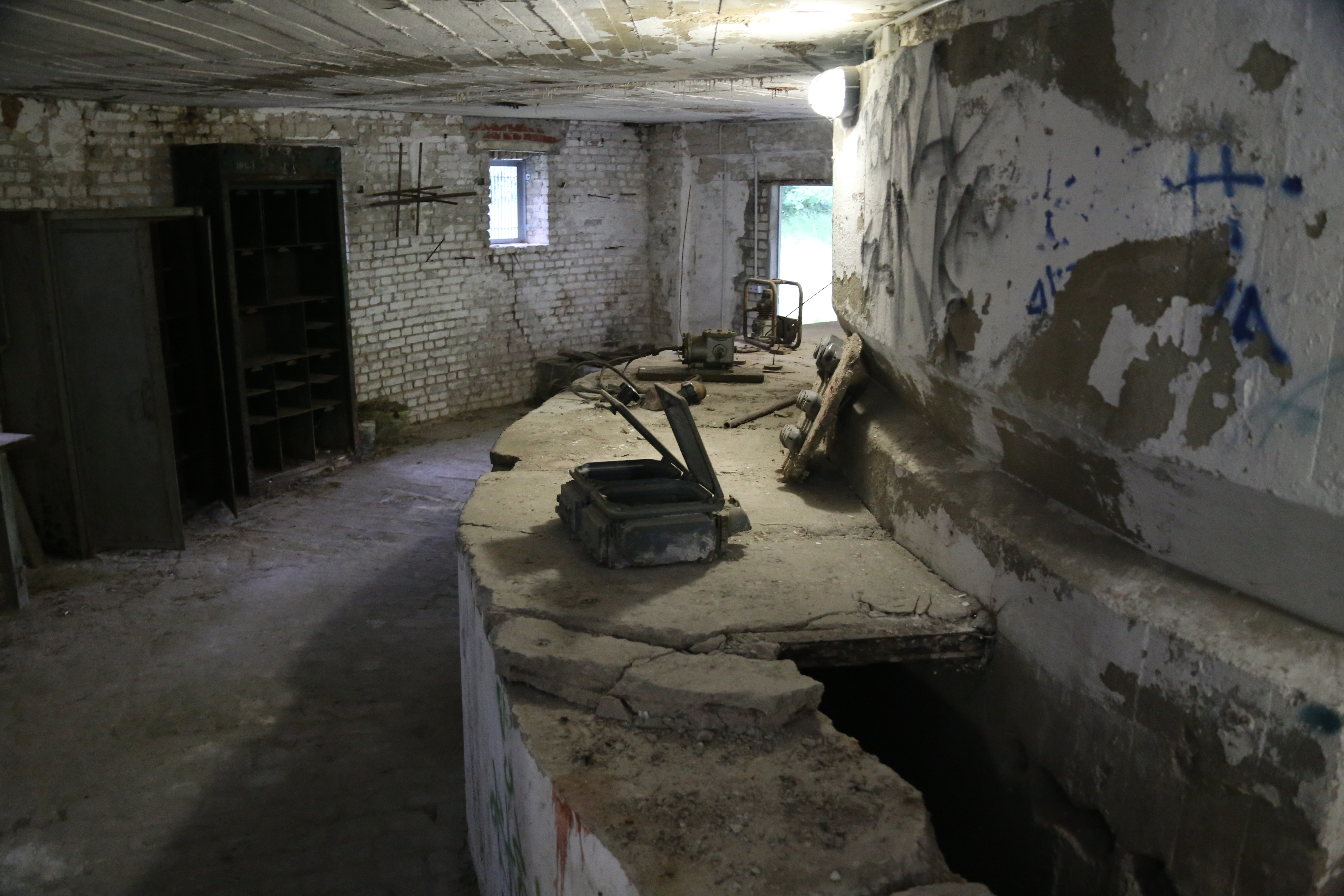
Una delle sale non restaurate all'interno del cilindro

### Dopo la guerra
Il rovesciamento delle sorti del conflitto a favore degli Alleati rese inattuabili i piani edilizi di Speer e di Hitler, e pertanto la costruzione della Welthauptstadt Germania non venne mai avviata. Terminata la guerra, dunque, lo Schwerbelastungskörper era ormai privo di ogni funzione pratica: se all'inizio si pensava di farlo detonare, successivamente si abbandonò quest'idea, stante la difficoltà di eseguire una simile operazione con ragionevole sicurezza all'interno di una zona residenziale densamente popolata e percorsa a poca distanza anche dai binari della S-Bahn. La Deutsche Gesellschaft für Bodenmechanik, in ogni caso, proseguì i rilievi fino al 1948, quando si registrò che il cilindro in calcestruzzo era sprofondato nel terreno per 19,4 cm, a fronte dei 2 inizialmente fissati come soglia massima di tolleranza.
Utilizzato fino al 1977 dal dipartimento di ingegneria dell'Università tecnica di Berlino per effettuare indagini geologiche del suolo berlinese,  dal 1995 lo Schwerbelastungskörper è tutelato come monumento nazionale, in quanto «unica reliquia tangibile della pianificazione urbanistica nazionalsocialista». Nel 2007 il Distretto di Tempelhof-Schöneberg promosse una riqualificazione urbanistica dell'area circostante il monumento, e nel 2009 lo rese accessibile al pubblico in occasione di apposite visite guidate.

## Galleria d'immagini

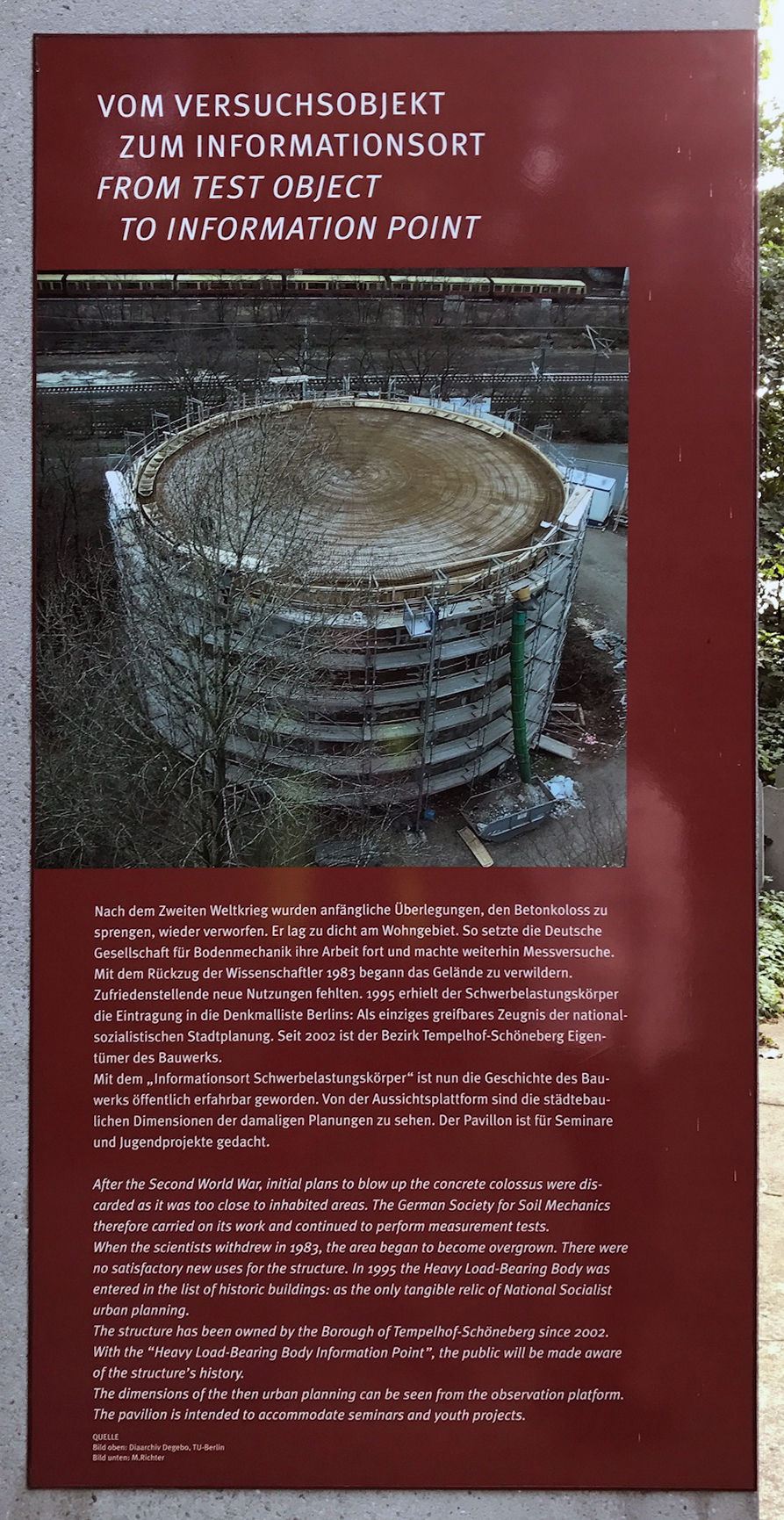
La struttura oggi
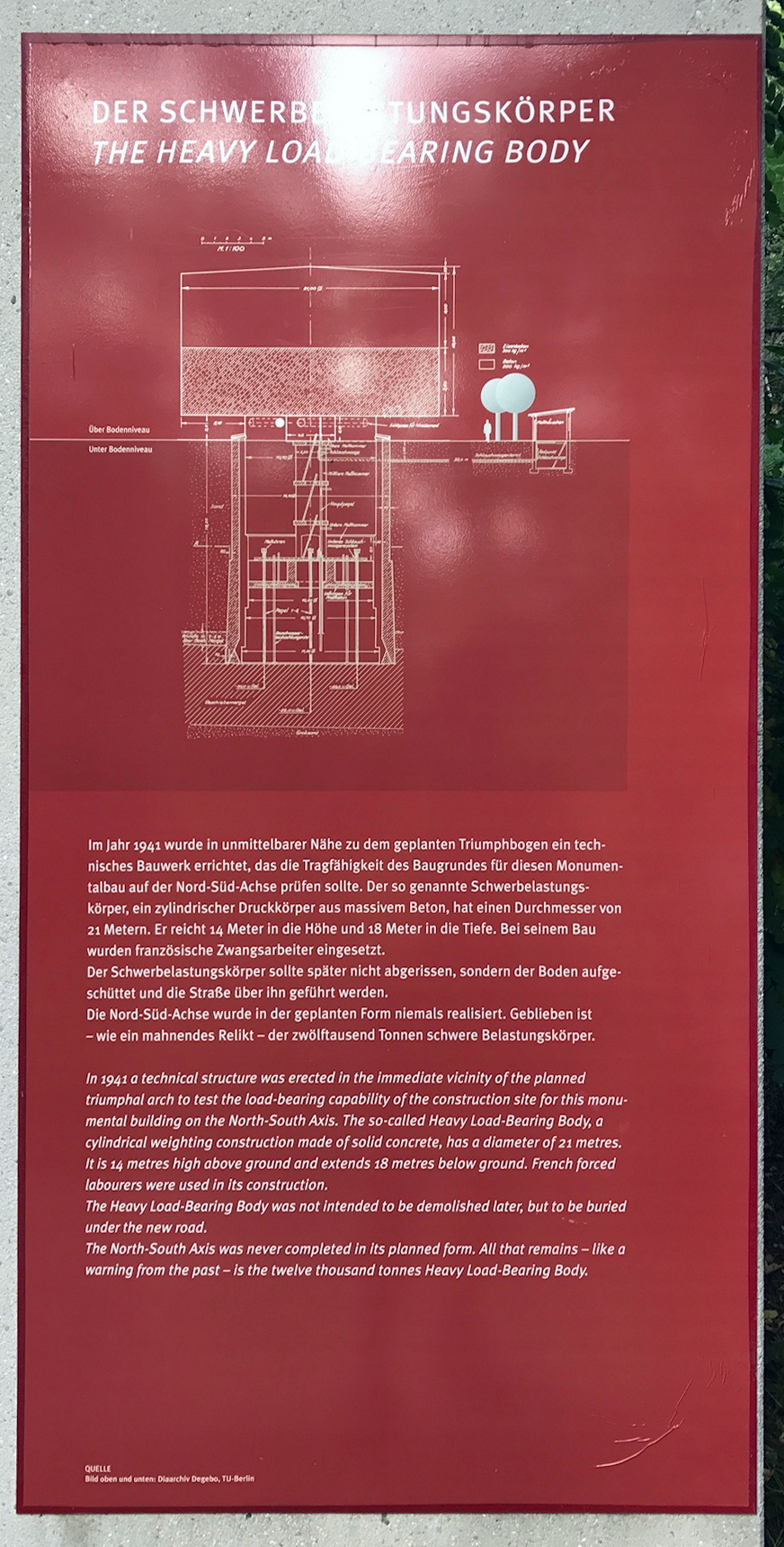
Schema della struttura
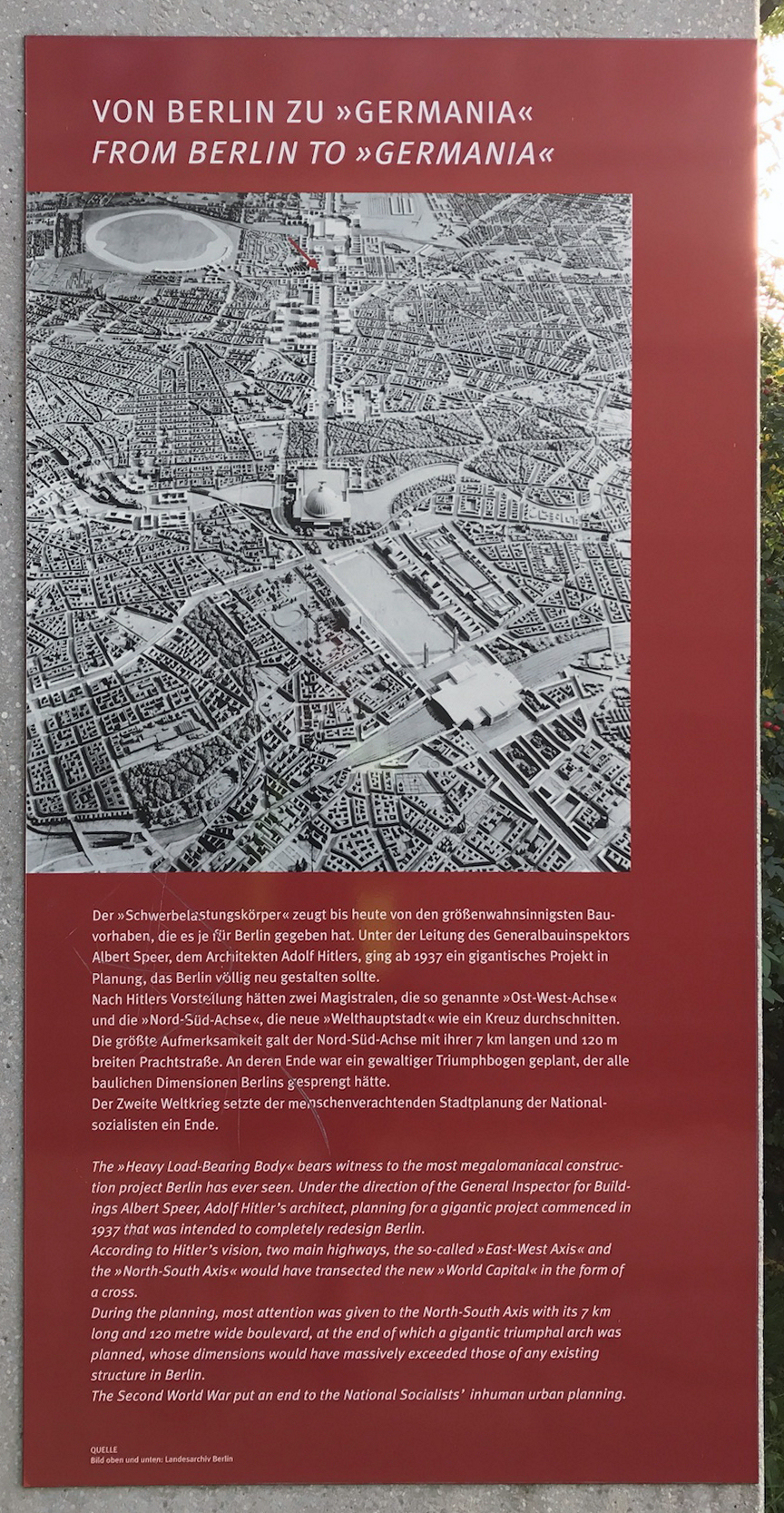
Pannello su Welthauptstadt Germania
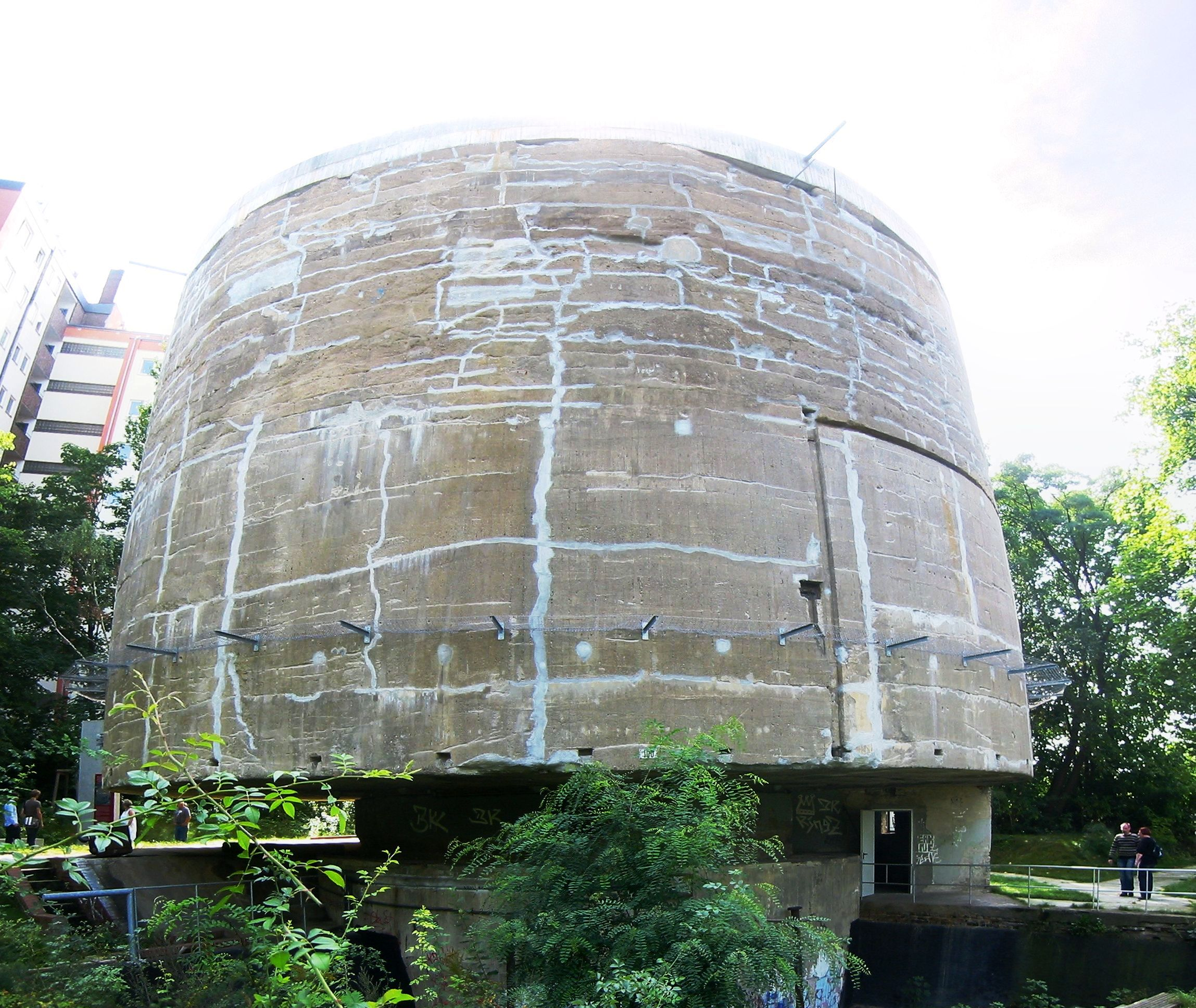
Vista laterale
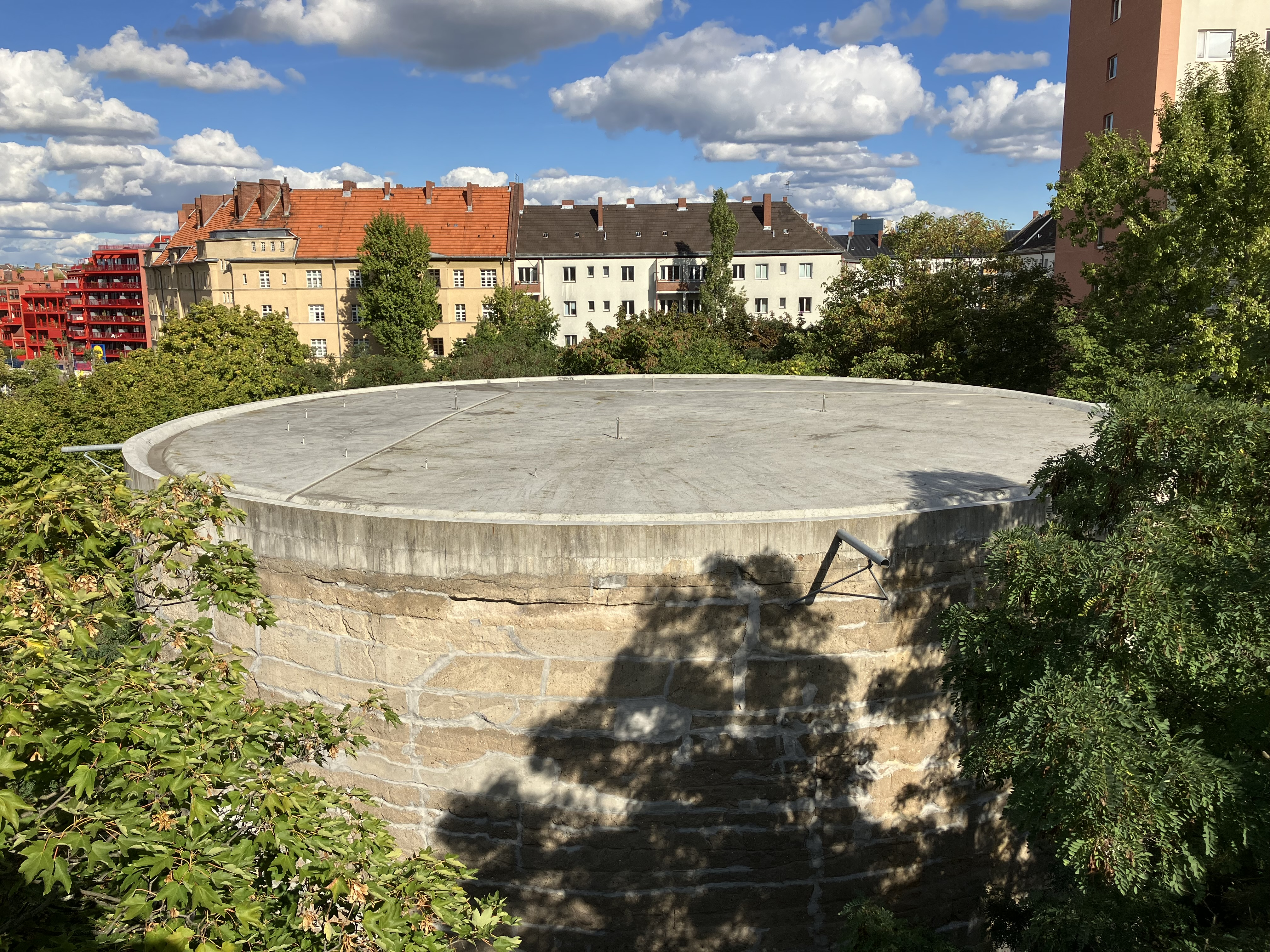
Copertura
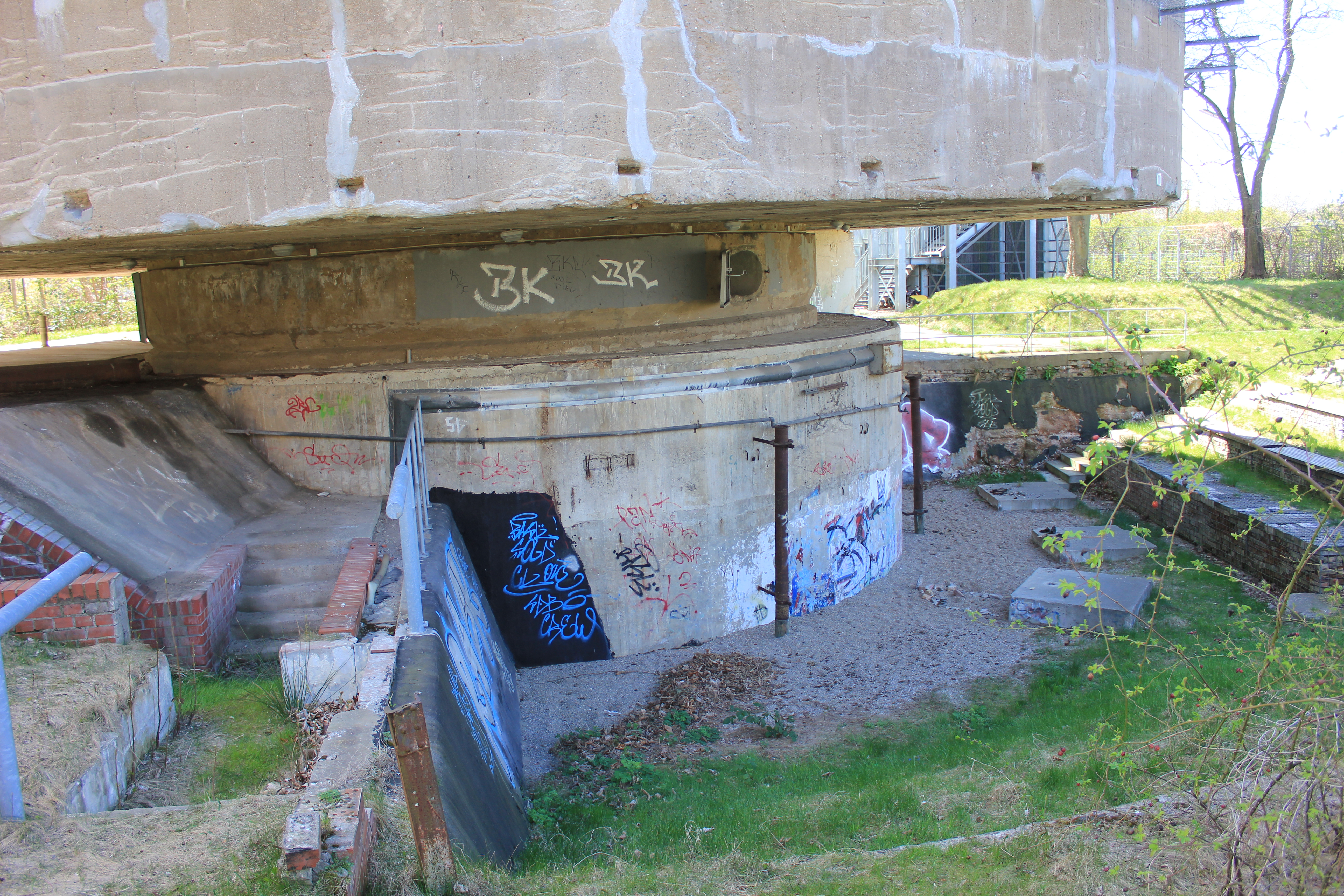
Attacco a terra